# Ixiochlamys
Ixiochlamys là một chi thực vật có hoa trong họ Cúc (Asteraceae).

## Loài
Chi Ixiochlamys gồm các loài: